# This Is the Moment! Sings and Plays
This Is the Moment! Sings and Plays è un album di Kenny Dorham, pubblicato dalla Riverside Records nel 1958.

## Tracce
Lato A
1. Autumn Leaves – 3:09 (Joseph Kosma, Johnny Mercer, Jacques Prévert) – Registrato il 7 luglio, 1958 a New York
2. I Remember Clifford – 2:56 (Benny Golson) – Registrato il 15 agosto 1958 a New York
3. Since I Fell for You – 4:16 – Registrato il 7 luglio, 1958 a New York
4. I Understand – 4:12 (Kim Gnnon, Mabel Wayne) – Registrato il 7 luglio, 1958 a New York
5. From This Moment On – 4:47 (Cole Porter) – Registrato il 15 agosto 1958 a New York

Lato B
1. This Is the Moment! – 2:37 (Frank Wildhom, Leslie Bricusse) – Registrato il 7 luglio, 1958 a New York
2. Angel Eyes – 5:26 (Earl Brent, Matt Dennis) – Registrato il 7 luglio, 1958 a New York
3. Where Are You ? – 4:29 (Harold Adamson, Jimmy McHugh) – Registrato il 7 luglio, 1958 a New York
4. Golden Earrings – 2:41 (Ray Evans, Jay Livingston, Victor Young) – Registrato il 15 agosto 1958 a New York[1]
5. Make Me a Present of You – 3:07 (Joe Greene) – Registrato il 7 luglio, 1958 a New York

## Musicisti
Brani A1, A3, A4, B1, B2, B3 & B5
- Kenny Dorham  - tromba
- Kenny Dorham  - voce
- Curtis Fuller  - trombone
- Cedar Walton  - pianoforte
- Sam Jones  - contrabbasso
- Charlie Persip  - batteria

Brani A2, A5 & B4
- Kenny Dorham  - tromba
- Curtis Fuller  - trombone
- Cedar Walton  - pianoforte
- Sam Jones  - contrabbasso
- G.T. Hogan  - batteria